# Lac Woollett
Lac Woollett är en sjö i Kanada.   Den ligger i regionen Nord-du-Québec och provinsen Québec, i den östra delen av landet, 700 km norr om huvudstaden Ottawa. Lac Woollett ligger 348 meter över havet. Arean är 51 kvadratkilometer. Den sträcker sig 16,6 kilometer i nord-sydlig riktning, och 15,1 kilometer i öst-västlig riktning.
Trakten runt Lac Woollett är nära nog obefolkad, med mindre än två invånare per kvadratkilometer.